# Lista de membros titulares da Academia Brasileira de Ciências empossados em 1994
Esta lista contém os nomes dos membros titulares da Academia Brasileira de Ciências empossados em 1994.
| Imagem | Nome                              | Datas de nascimento e falecimento | Local de nascimento | Área de especialização | Alma mater                                | Data de posse       | Conhecido por | Referências |
| ------ | --------------------------------- | --------------------------------- | ------------------- | ---------------------- | ----------------------------------------- | ------------------- | --- | ----------- |
|        | Antonio Carlos Campos de Carvalho | 11 de janeiro de 1953             |                     | Ciências Biomédicas    | UFRJ                                      | 08 de abril de 1994 | |             |
|        | Carlos Medicis Morel              | 28 de outubro de 1943             | Recife, PE          | Ciências Biomédicas    | UFPE                                      | 08 de abril de 1994 | Criou a análise de esquizodemas Diretor do Instituto Oswaldo Cruz (1985 - 1989) Presidente da FIOCRUZ (1993 - ) Editor Associado das en:Memórias do Instituto Oswaldo Cruz |             |
|        | Constantino Tsallis               | 05 de novembro de 1943            | Atenas, Grécia      | Ciências Físicas       | Instituto Balseiro, Argentina             | 08 de abril de 1994 | Tsallis model |             |
|        | Eberhard Wernick                  | 12 de junho de 1940               |                     | Ciências da Terra      | USP                                       | 08 de abril de 1994 | |             |
|        | Frederico Guilherme Graeff        | 06 de maio de 1940                | Araraquara, SP      | Ciências Biomédicas    | FMRP/USP                                  | 08 de abril de 1994 | |             |
|        | João Valdir Comasseto             | 20 de dezembro de 1949            | Santa Maria, RS     | Ciências Químicas      | UFSM                                      | 08 de abril de 1994 | |             |
|        | Jorge Manuel Sotomayor Tello      | 25 de março de 1942               | Lima, Peru          | Ciências Matemáticas   | Universidade Nacional Maior de São Marcos | 08 de abril de 1994 | |             |
|        | José Antunes Rodrigues            | 18 de agosto de 1933              |                     | Ciências Biomédicas    | USP                                       | 08 de abril de 1994 | Demonstrou a importância dos núcleos paraventriculares e supraópticos no controle da ingestão específica de sódio. Estudos sobre o ANP                                     | [ 2 ] [ 3 ] |